# Sandy Creek (villa)
Sandy Creek es una villa ubicada en el condado de  Oswego en el estado estadounidense de Nueva York. En el año 2000 tenía una población de 789 habitantes y una densidad poblacional de 213 personas por km².

## Geografía
Sandy Creek se encuentra ubicada en las coordenadas 43°38′49″N 76°5′11″O / 43.64694, -76.08639.

## Demografía
Según la Oficina del Censo en 2000 los ingresos medios por hogar en la localidad eran de $34,167, y los ingresos medios por familia eran $47,188. Los hombres tenían unos ingresos medios de $35,417 frente a los $20,000 para las mujeres. La renta per cápita para la localidad era de $17,297. Alrededor del 17.5% de la población estaban por debajo del umbral de pobreza.